# Senitz (Adelsgeschlecht)
Senitz (auch Bzenec von Markvartovic, Zenec, Szenec, Seinitz, Szenwicz o. ä.) war der Name eines alten schlesischen, mährischen und Glatzer Adelsgeschlechts, das im Mannesstamm vermutlich in der ersten Hälfte des 18. Jahrhunderts erlosch. Es ist zu unterscheiden von dem neumärkischen Adelsgeschlecht Sanitz.

## Geschichte
Die Familie hatte ihren Stammsitz in Senitz und Rudelsdorf im Weichbild Nimptsch. Der Stamm teilte sich in eine schlesische, eine mährische und eine Glatzer Linie, wo Stammangehörige unter den Namen „Czinbocz“, „Zenec“, „Czenec“ und „Senitz“ belegt sind. 1238 erscheint urkundlich Zawisch „de Zenec“ in Mähren als Hofrat des böhmischen Königs Wenzel I. 1342 war Joachim von Senitz Herr auf Rudelsdorf. 1493 fungierte Heinrich von Senitz als Hauptmann des Herzogtums Wohlau und 1534 Caspar von Senitz als fürstlicher Rat des Herzogtums Brieg und Hauptmann der Weichbilder Strehlen und Nimptsch. Caspars Sohn, Heinrich von Senitz († 1596), bekleidete am Hof des polnischen Königs Sigismund II. das Amt des Ersten Kammerherrn. Heinrich von Senitz wurde briegisch-fürstlicher Rat und Landeshauptmann. Dessen Sohn, Melchior von Senitz († 1642), Herr auf Rudelsdorf und Vogelsang, ernannte Herzog Christian zum fürstlichen Rat und Landeshauptmann. 1686 erscheint Caspar Franz von Senitz unter den königlichen Räten. Die Familie dürfte in der ersten Hälfte des 18. Jahrhunderts im Mannesstamm erloschen sein.

## Besitzungen (Auswahl)

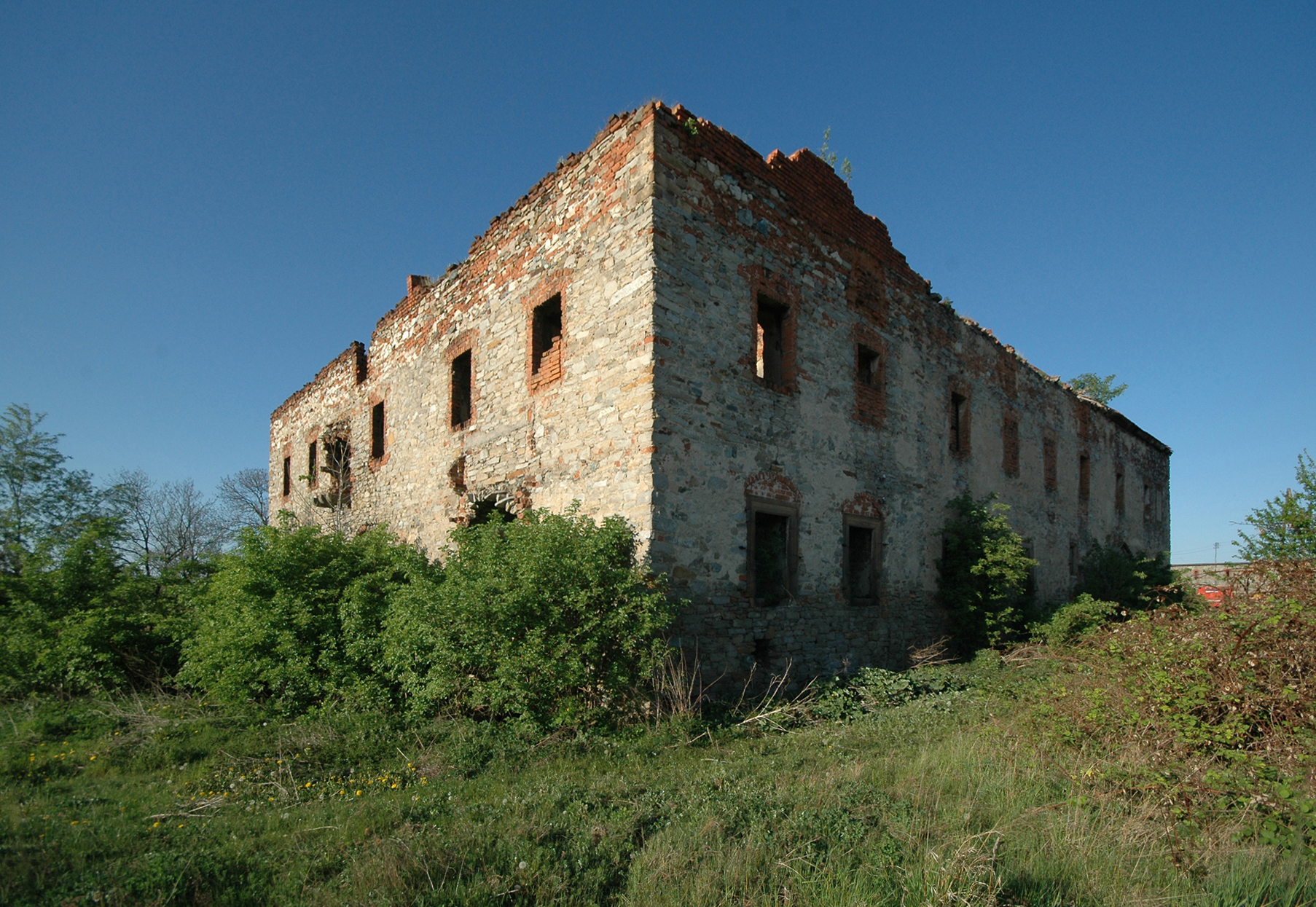
Schlossruine Rudelsdorf

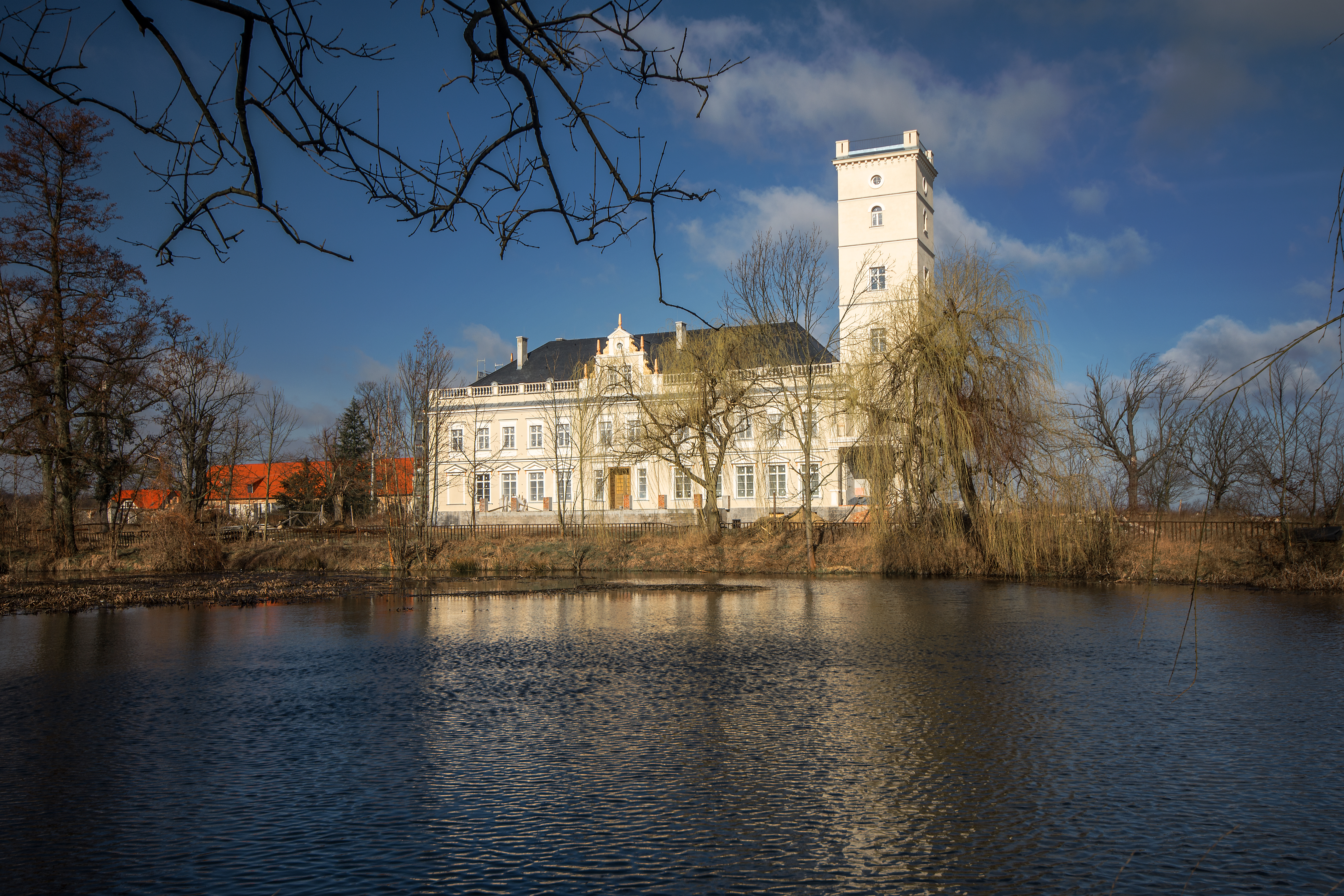
Schloss Schriegwitz

Unter anderem besaß die Familie in Schlesien, Mähren und dem Glatzer Land folgende Güter:
- 1327 Senitz
- 1347 verkauften Hermann und dessen Söhne Hinko und Hermann im Glatzer Land „Henningsdorf“ auch „Hannsdorf“[4].
- 1389 Rudelsdorf
- 1421 Bartnig
- 1421 Woidnig
- 1503 Mankerwitz
- 1505 Ellguth
- 1515 Marquartowitz
- 1515 Trebowitz
- 1556 Klimkowitz
- 1565 Schildberg
- 1590 Trebnig
- 1596 Vogelsang nördlich von Nimptsch[3]
- 1718 Sägeschütz
- 1718 Schriegwitz
- 1718 Seschwitz
- 1720 Groß Sägewitz
- 1729 Rankau

## Wappen
Blasonierung: In Rot ein fliegender, schrägrechts gelegter, silberner Fisch. Auf dem gekrönten Helm sechs wechselweise rote und silberne Straußenfedern (oder eine silberne zwischen rechts und links je zwei schwarzen). Die Helmdecken sind rot-silbern.

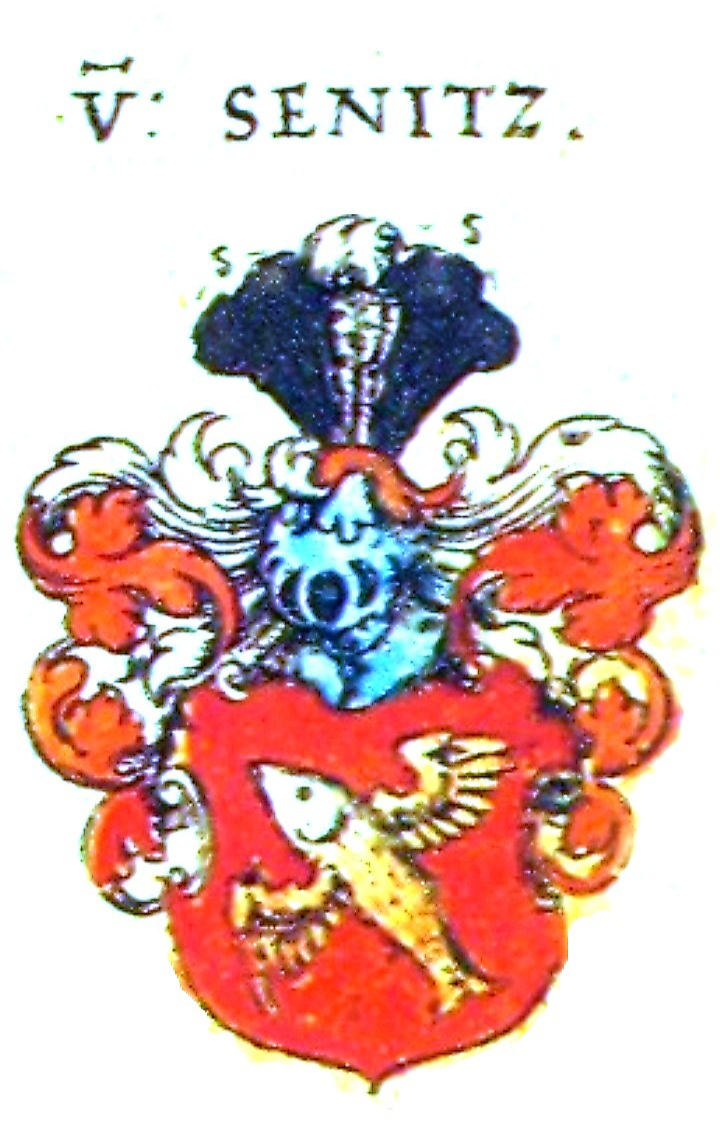
Wappen derer von Senitz in Johann Siebmachers Wappenbuch von 1605
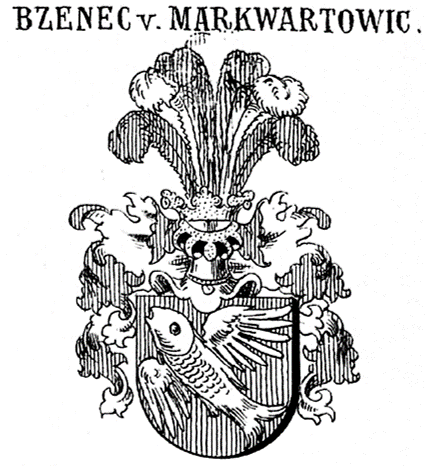
Wappen der Bzenec von Markwartowic (Senitz)
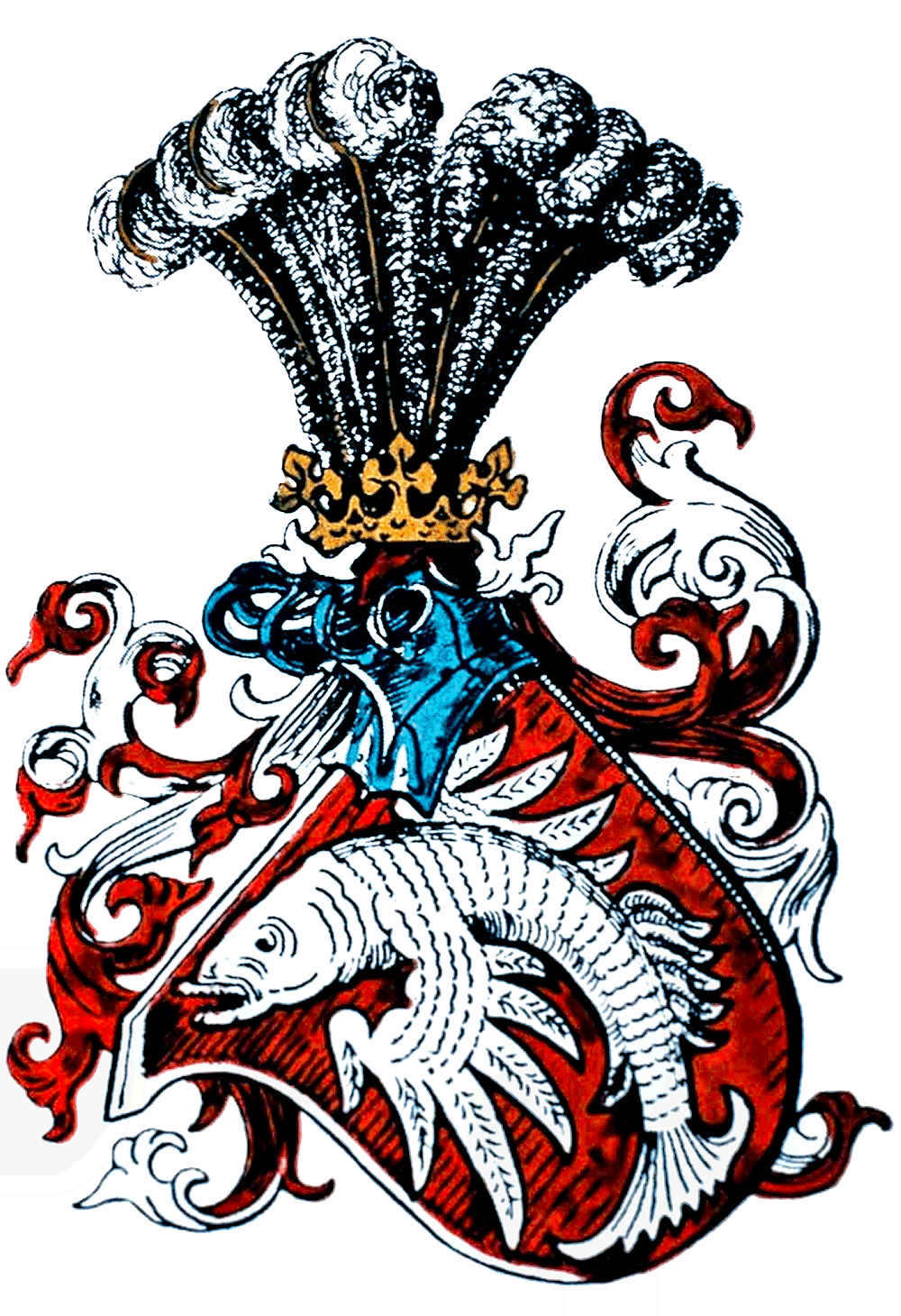
Wappen derer von Senitz (Otto Hupp)

## Persönlichkeiten
- Heinrich von Senitz (1533–1596), Regierungsrat, Landeshauptmann und erster polnischer Kammerherr
- Melchior von Senitz (1574–1642), Geheimrat und Landeshauptmann
- Hans Melchior von Senitz-Rudelsdorff (* um 1696; † um 1762), erster preußischer Landrat im Kreis Nimptsch